# Paulus Hector Mair

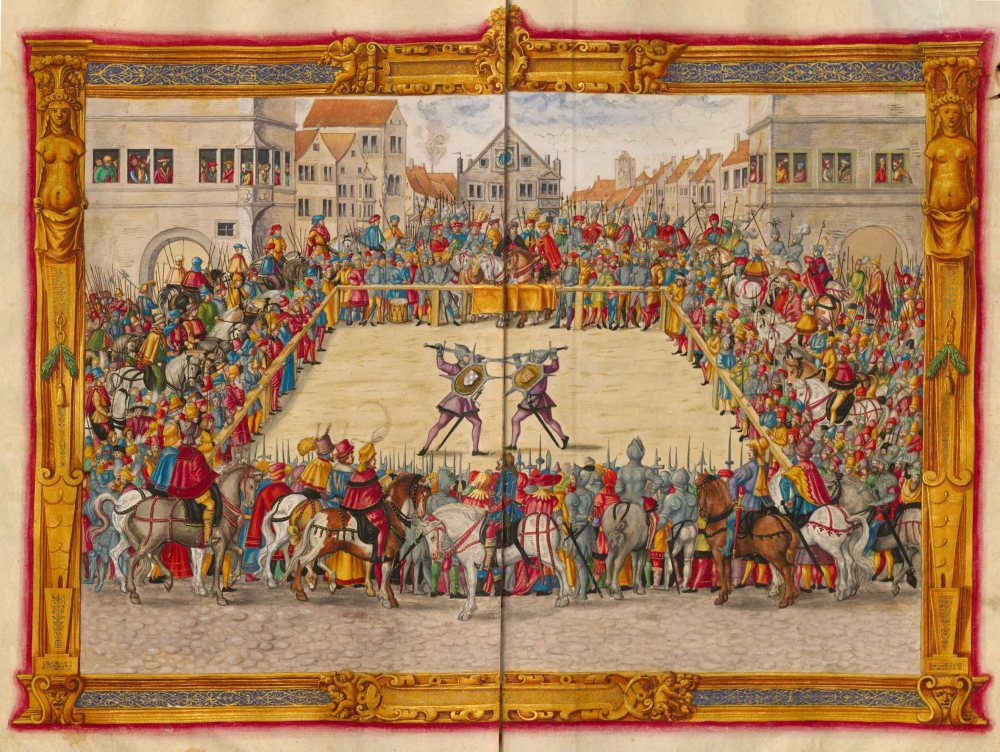
Doble página del manual de combate de Paulus Hector Mair; la ilustración es obra de Jörg Breu el Joven

Paulus Hector Mair (1517–1579) fue un maestro de armas y tratadista del Renacimiento alemán.

## Biografía
Ciudadano de la localidad de Augsburgo, se dedicó fundamentalmente al desarrollo y estudio de las artes marciales occidentales. Adquirió diversos manuales de combate de la escuela germánica de lucha, los conocidos Fechtbücher, y de dedicó a analizar todo tipo de conocimientos en ese tema con la intención de escribir un libro que compilase y sobrepasase a todos sus antecesores.
Para llevar a cabo este importante propósito contrató al pintor Jörg Breu el Joven (que haría las veces de ilustrador), así como a una serie de luchadores y expertos en el manejo de todo tipo de armas, en especial espadas. Con los estudios de su equipo se dedicó a perfeccionar las artes marciales y a reflejarlas fielmente en su obra por medio de dibujos. Este ambicioso proyecto, del que surgió una obra de más de mil páginas, resultó enormemente costoso a decir del propio Mair, no sólo estuvo más de cuatro años escribiendo su libro, sino que se gastó casi todo su patrimonio y el de su familia.
Al parecer, los gastos de Mair no deben ser achacados únicamente a su proyecto, a su biblioteca o a su conocido manual de combate; también llevó un modo de vida por encima de sus posibilidades, que incluía numerosas fiestas a las que invitaba a lo más selecto de la ciudad de Augsburgo. De hecho, se aprovechó de su cargo de administrador municipal de las arcas de la ciudad, desde 1541, para dedicar parte del erario público a sus gastos personales. Sus malversaciones fueron descubiertas en 1579, y Mair fue ahorcado por ladrón en la edad de 62 años.

## Manuscritos
Actualmente se conservan tres ejemplares completos y una versión resumida del mismo.
- El primero de ellos está depositado en la Biblioteca estatal de Sajonia, en Dresde (Alemania), con la identificación Mscr. Dresd. C 93/94. Data del 1542 en adelante, son dos volúmenes, de 244 y 328 folios respectivamente, escritos en alemán.
- El segundo está depositado en la Biblioteca estatal de Baviera, en Múnich (Alemania), con la identificación Cód. icon 393. También es posterior a 1542 y sus dos volúmenes contienen 309 y 303 folios escritos en latín. Este ejemplar es el más lujoso, pues fue vendido a Alberto V, soberano de Baviera por más de 800 florines, en el año 1567.
- El tercer ejemplar está en la Biblioteca Nacional de Austria, en Viena; ampliamente conocido como Codex Vindobensis 10825/26, también se sabe que es posterior a 1542 y que tiene dos volúmenes de 270 y 343 folios bilingües (alemán y latín).
- El archivo municipal de Agsburgo conserva un manuscrito no original de Mair, el Schätze B2 Reichsstadt que, al parecer es una reelaboración hecha por Anthon Rast, ciudadano de Núremberg entre 1533 y 1549, siendo las ilustraciones de Heinrich Vogtherr.